# Аржансон
Аржансо́н (фр. Argenson, Войе д’Аржансон) — французская дворянская фамилия, родовое поместье которой, Польми, находится в Турени.
- Родоначальником этой фамилии был Рене де Войе, граф д’Аржансон, поступивший на гражданскую службу в 1596 году. Он вёл при Ришельё и Мазарини дипломатические переговоры; умер 24 июля 1651 года французским посланником в Венеции.
- Этот пост занял после него его сын Рене, родившийся в 1624 году, но впоследствии удалился в свои поместья и предался там занятиям науками; умер в 1700 году.
- Его сын, Марк Рене, маркиз де-Польми, потом маркиз д’Аржансон, получил должность государственного министра и генерального инспектора полиции.
- Рене-Луи, маркиз д’Аржансон (1694—1757) — французский государственный деятель, старший сын предыдущего.
- Марк Антоний Рене, маркиз де-Польми д’Аржансон (1722—1787), единственный сын предыдущего, известен как писатель.
- Марк Пьер, граф д’Аржансон, брат маркиза Рене-Луи, родился 16 августа 1696 года; в 1740 году был интендантом в Париже, затем назначен в 1742 году на место Бретеля военным министром в то время, когда дела министерства находились в самом печальном положении. Аржансон употребил все усилия, чтобы улучшить состояние войска, перенёс военные действия в Нидерланды и по заключении Ахенского мира деятельно принялся за устройство военного ведомства, не пренебрегая в то же время и научными занятиями. Другу своему, Вольтеру, он доставил материалы для его «Siècle de Louis XIV». Из-за интриг г-жи Помпадур лишился своего места в 1757 году и был вынужден поселиться безвыездно в своем имении Орм и только по смерти Помпадур возвратился в Париж, где и умер 22 августа 1764 года.
- Марк-Рене де Войе (de Voyer) д’Аржансон, внук предыдущего, род. 10 сентября 1771 года; при начале революции был адъютантом генерала Витгенштейна, затем Лафайета; после катастрофы 10 августа 1792 года удалился в своё туреньское поместье. Во время Ста дней он был избран членом палаты от департамента Верхний Рейн, в Бельфоре; так же как и после Реставрации 1815 года, Аржансон выказал себя неподкупным противником политики реставрации и смелым защитником национальной и гражданской свободы, и когда во главе министерства стал Мартиньяк, он оставил палату в 1829 году. После Июльской революции был избран от Страсбурга членом палаты депутатов и выступил ярым противником политики орлеанистов. В 1834 году удалился в своё поместье, Орм; умер в Париже 2 августа 1842 года.
- Его сын, Карл Марк Рене де Войе де Польми, маркиз д’Аржансон (англ.), род. 20 апреля 1796 года, был избран в 1848 году умеренной демократической партией в учредительное собрание; известен как учёный своими трудами по археологии. Им издано: «Les nationalités européennes» (Париж, 1859 год, с картами) и «Mémoires» его деда. Умер 31 июля 1862 года.

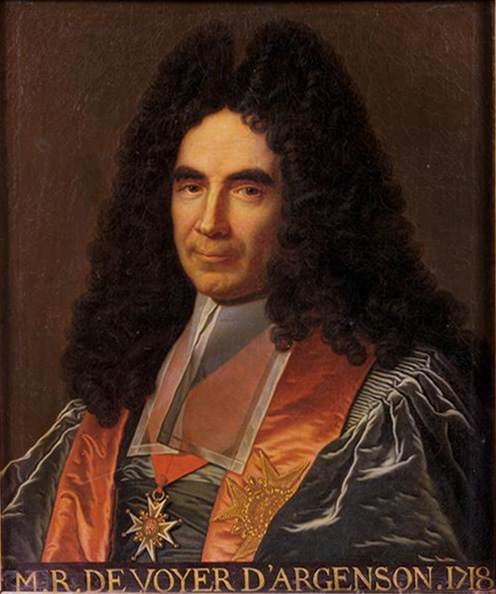
Marc-René de Voyer de Paulmy d'Argenson (1652-1721), 1-й маркиз д’Аржансон
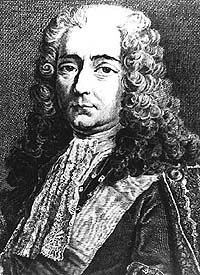
René Louis de Voyer de Paulmy d'Argenson, 2-й маркиз д’Аржансон
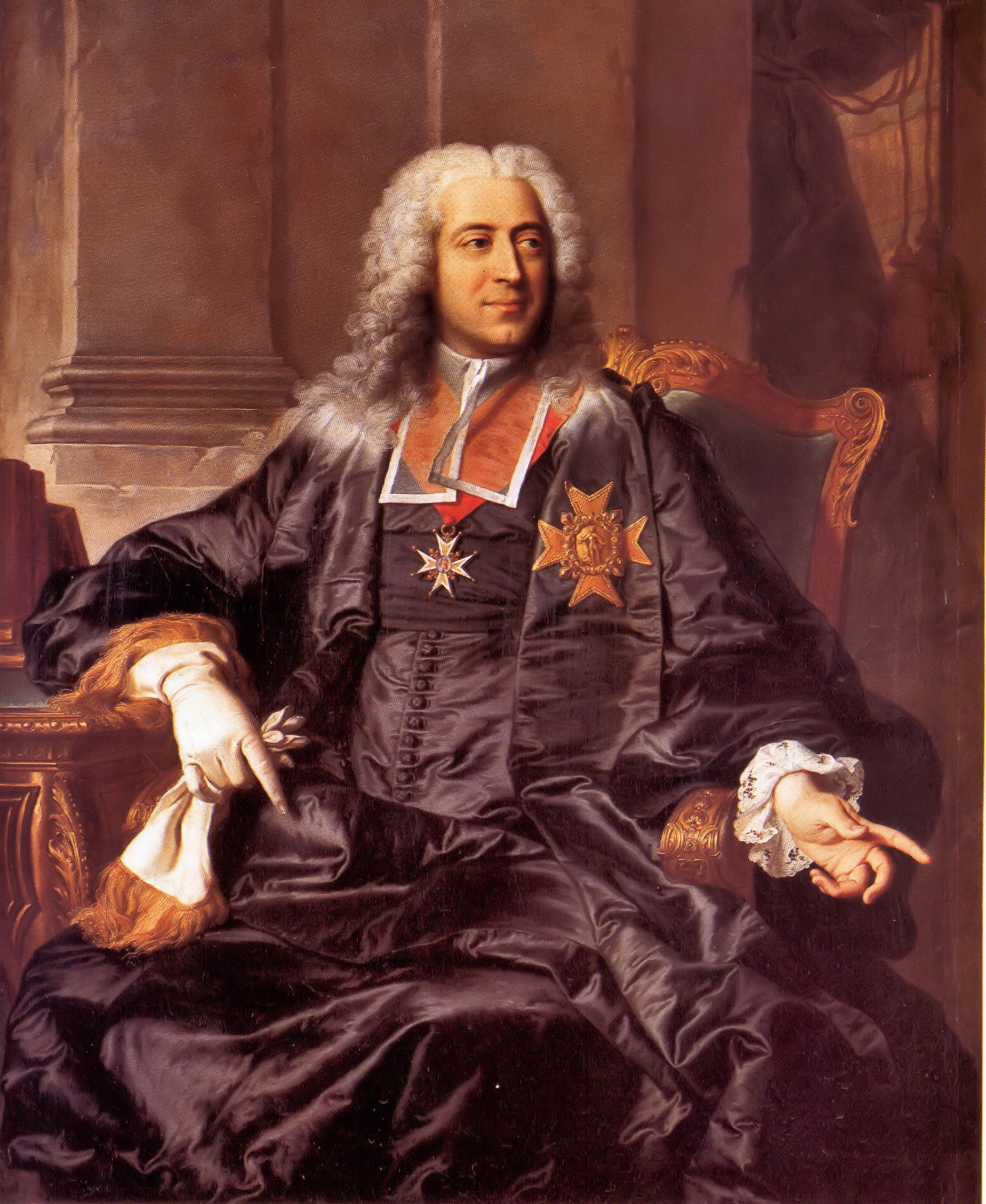
Marc Pierre de Voyer, граф д’Аржансон
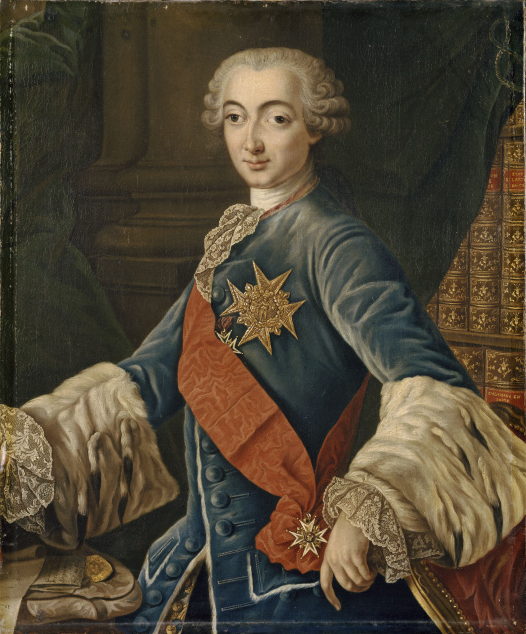
Antoine-René de Voyer de Paulmy, 3-й маркиз д’Аржансон
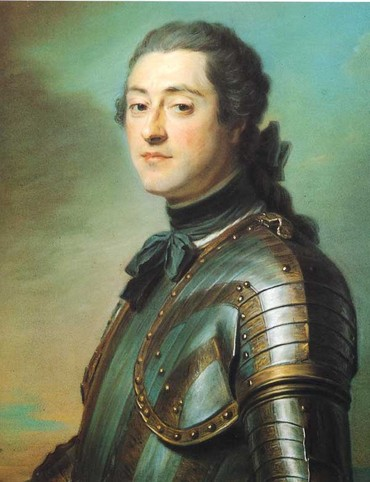
Marc-René de Voyer de Paulmy d'Argenson (1722—1787)
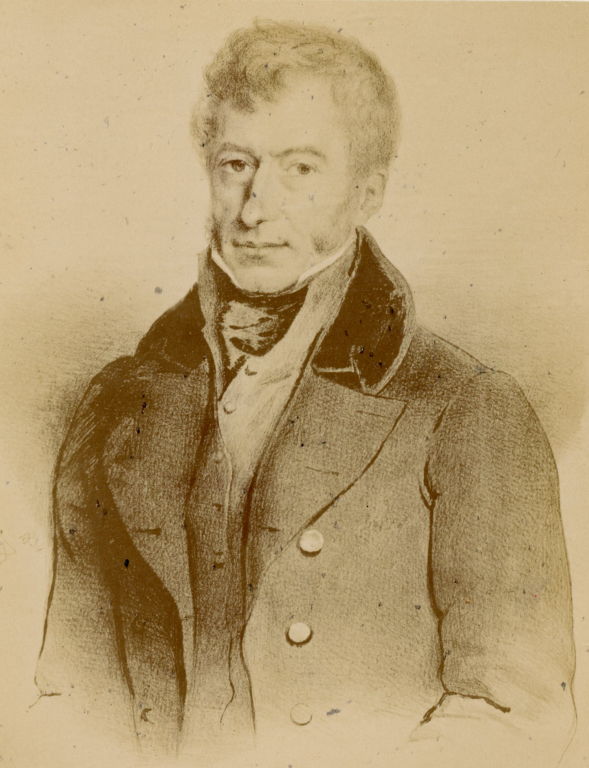
Marc-René Voyer d’Argenson (1771—1842)